# Styrax supaii
Styrax supaii là một loài thực vật có hoa trong họ Bồ đề. Loài này được Chun & F. Chun miêu tả khoa học đầu tiên năm 1935.